# Omar Epps
Omar Epps (født 23. juli 1973 i Brooklyn, New York i USA), er en amerikansk skuespiller og musiker. Han er mest kendt for sin rolle som dr Eric Foreman i Tv-serien House. Han har også medvirket i film som Higher Learning, Love & Basketball, In Too Deep , The Wood, Juice og Conviction. 
Han begyndte at skrive manuskripter da han var 10 år og gik på Fiorello H. LaGuardia High School of Music & Art and Performing Arts.
Epps er også en spilbar figur i videospillet Def Jam: Fight for NY fra 2004.

## Filmografi
| År   | Titel                                                                    | Rolle             |
| ---- | ------------------------------------------------------------------------ | ----------------- |
| 1992 | Juice                                                                    | Quincy 'Q' Powell |
| 1993 | Daybreak                                                                 | Hunter            |
| 1993 | The Program                                                              | Darnell Jefferson |
| 1994 | Major League II                                                          | Willie Mays Hayes |
| 1995 | Higher Learning                                                          | Malik Williams    |
| 1996 | Deadly Voyage                                                            | Kingsley Ofusu    |
| 1996 | Don't Be a Menace to South Central While Drinking Your Juice in the Hood | Malik             |
| 1996 | Skadestuen (tv-serie) (1996 - 1997)                                      | Dr. Dennis Gant   |
| 1997 | First Time Felon                                                         | Greg Yance        |
| 1997 | Scream 2                                                                 | Phil Stevens      |
| 1998 | Blossoms and Veils                                                       | Thee              |
| 1999 | In Too Deep                                                              | Jeff Cole—J Reid  |
| 1999 | The Wood                                                                 | Mike              |
| 1999 | The Mod Squad                                                            | Linc Hayes        |
| 1999 | Breakfast of Champions                                                   | Wayne Hoobler     |
| 2000 | Brother                                                                  | Denny             |
| 2000 | Love & Basketball                                                        | Quincy McCall     |
| 2000 | Wes Craven Presents: Dracula 2000                                        | Marcus            |
| 2001 | Perfume                                                                  | J. B.             |
| 2002 | Big Trouble                                                              | Seitz             |
| 2002 | Conviction                                                               | Carl Upchurch     |
| 2004 | House (tv-serie) (2004 - 2013)                                           | Dr. Eric Foreman  |
| 2004 | Against the Ropes                                                        | Luther Shaw       |
| 2004 | Alfie                                                                    | Marlon            |
| 2009 | A Day in the Life                                                        | O                 |

## Diskografi
2004: Omar Epps Presents...The Get Back